# Ванеса Блу
Ванеса Блу (на английски: Vanessa Blue) е артистичен псевдоним на американската порнографска актриса Таня М. Фаулкнер (Tanya M. Faulkner), родена на 27 май 1974 г. в град Лонг Бийч, Калифорния. Дебютира като актриса в порнографската индустрия през 1996 г., когато е на 22-годишна възраст.
Поставена е на 37-о място в класацията на списание „Комплекс“ – „Топ 50 на най-горещите чернокожи порнозвезди за всички времена“, публикувана през септември 2011 г.

## Награди и номинации
Награди
- 2005: AVN награда – Най-добра етническа тематична серия[2]
- 2008: Urban Spice Award – Best Videographer[3]
- 2009: Urban X награда – Зала на славата при жените[4]

Номинации
- 2010: XFanz Awards – Ebony изпълнител на годината[5]

## Частична филмография
- 2000: Color Blind 5
- 2003: Busty Beauties 9
- 2004: Pussyman's Decadent Divas 24
- 2004: Jack's Playground 18
- 2005: Phat Ass Tits
- 2006: White Mans' Revenge 2
- 2007: Semen Shooters: Black on Black
- 2009: Lexington Loves Vanessa Blue